# Moelv
Moelv est une ville de la kommune de Ringsaker dans le comté d'Innland. Moelv est implantée à l'embouchure de la rivière Moelva dans le bras est du lac Mjøsa. 
Le conseil municipal de la commune de Ringsaker a accordé le statut de ville à Moelv et sa voisine Brumunddal à partir du 1er janvier 2010.

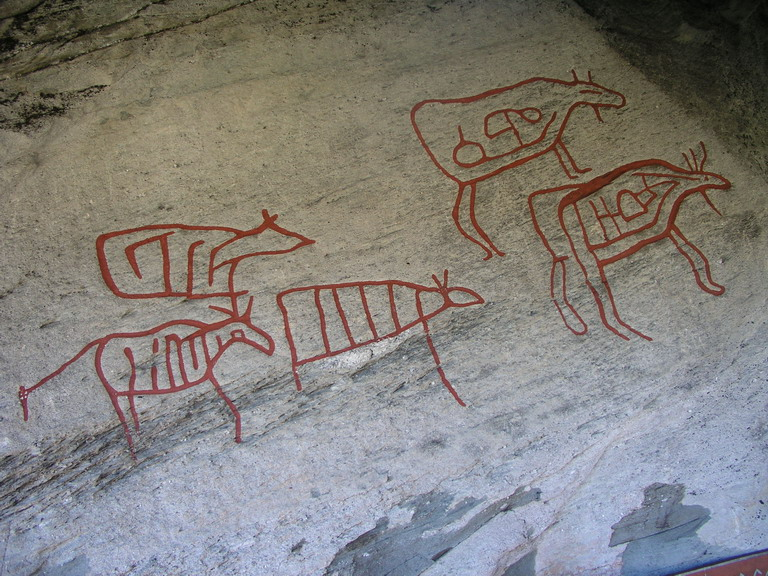
Gravures rupestres au sud de Moelv

## Histoire

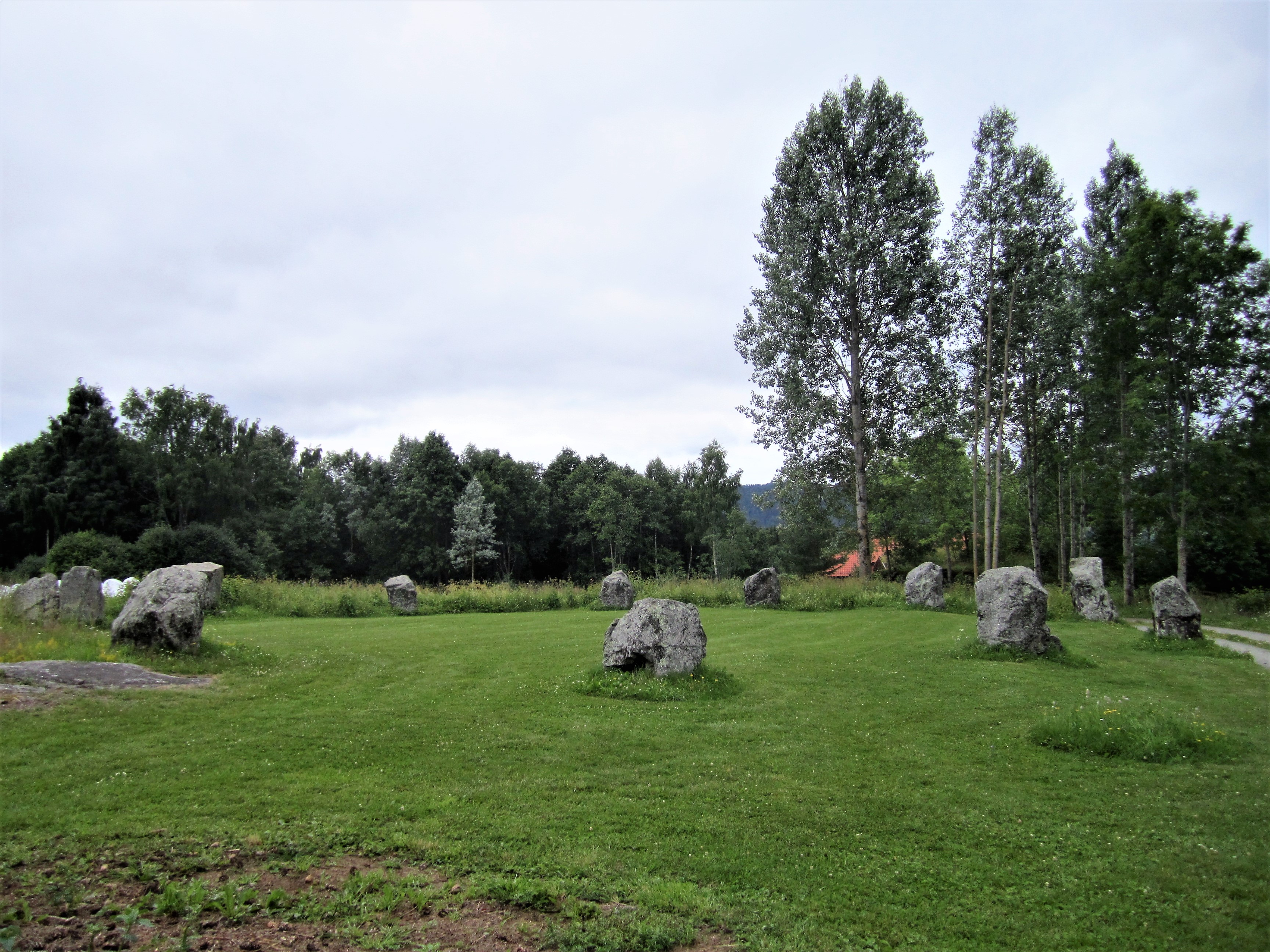
Tolvsteinringen à 1 kilomètre au nord de Moelv

Des gravures rupestres exceptionnellement préservées et datant de l'âge de la pierre ont été retrouvées à proximité de Moelv.
Le monument mégalithique formé de douze pierres nommé Tolvsteinringen et datant probablement de la fin de l'âge du bronze se trouve à 1 kilomètre au nord du centre de Moelv. Il comportait à l'origine quatre cercles concentriques dont certains hébergeaient des sépultures. Tolvsteinringen a servi pendant plusieurs siècles de lieu de réunion pour une grande partie de Ringsaker. 
Sept tumuli de l'âge du fer se trouvent sur la propriété de l'ancienne distillerie Strand Brænderi. 

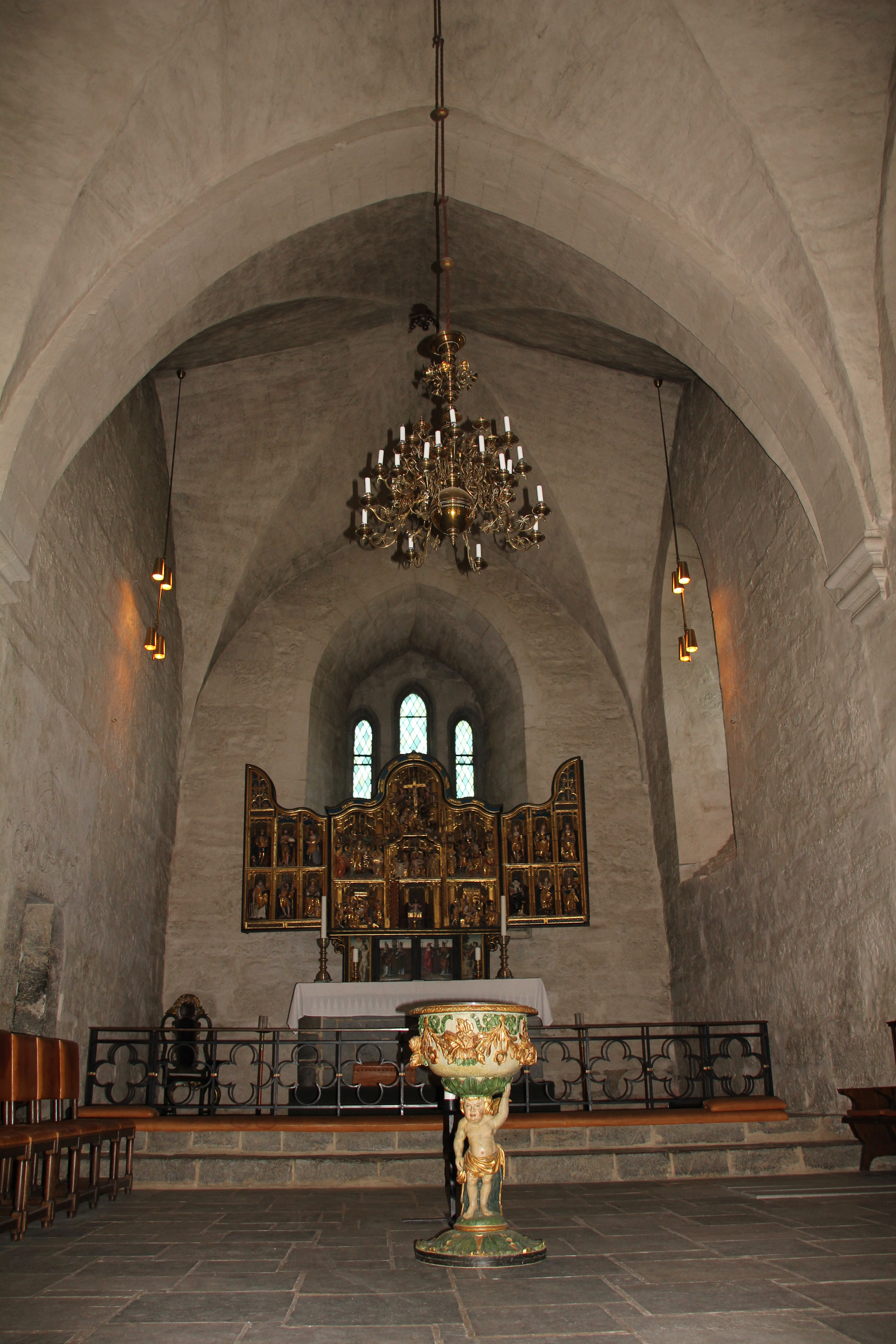
L'autel de l'église de Ringsaker

L'église basilicale de Ringsaker, datant de la moitié du XIIe siècle et dont l'autel est surmonté d'un triptyque venu d'Anvers se trouve à 4 kilomètres au sud du centre de Moelv.
Sur l'île Steinsholmen, à 3 kilomètres au sud de Moelv se trouvent les ruines de la tour Mjøskastellet que le roi Håkon IV Håkonsson fit ériger autour de 1230.

### Époque moderne
Le village de Moelv s'est formé au bord de la rivière Moelva avec l'installation d'une dizaine de moulins, scieries et filatures. Elle obtient une halte ferroviaire avec l'arrivée de la Ligne de Dovre en 1894, et était jusque-là reliée à la Gare d'Eidsvoll et aux autres villes de la région par le navire à aubes PS Skibladner. Ce dernier a toujours son propre quai à Moelv. Il est équipé depuis 1880 d'un abri à spiritueux en pierre, le Spritbua.
L'inauguration en 1985 du pont Mjøsbrua à proximité immédiate de Moelv, et du nouveau tracé de la route européenne 6 permet de traverser le lac Mjøsa sans emprunter de bac et facilite la circulation entre Moelv, Gjøvik et Lillehammer. 

## Économie
La plus grande entreprise industrielle établie à Moelv est Moelven Industrier. Il s'agit d'un des plus importants fournisseurs de matériaux de construction (principalement à base de bois) de Scandinavie. 
Un autre employeur important est l'entreprise Gunnar Hippe qui produit notamment des remorques.
Strand Unikorn produit sur le site de l'ancienne distillerie (Strand Brænderi) des aliments composés et autres produits agricoles.

## Services publics

### Éducation
Moelv compte deux écoles élementaires (Moelv et Fossen) ainsi qu'un collège. 
L'université populaire du mouvement des travailleurs est basée à Moelv depuis 1939. 
L'école technique nationale Vea qui forme des jardiniers et des paysagistes se trouve à deux kilomètres au nord du centre et à proximité de Tolvsteinringen.

### Santé
Moelv compte deux centres médicaux: Herredshus legesenter et Møllergården legesenter. 
Il y a également une clinique spécialisée dans l'urologie et la chirurgie. 

### Transports
La gare de Moelv est desservie par des trains régionaux en direction de Lillehammer et Oslo, ainsi que de trains de longue distance vers Trondheim.

## Sports
Les membres de Moelven IL se sont distingués en athlétisme et football. Plusieurs joueurs ayant débuté à Moelv ont ensuite joué pour Hamarkamaratene. Une nouvelle halle multisports a été inaugurée en décembre 2006.

## Personnalités liées à la commune
- Harald Sunde, général et chef d'État-Major des armées de 2009 à 2013.
- Tore Namstad, cuisinier et auteur
- Tom Ottar Andreassen, professeur à l'académie norvégienne de musique ainsi que flûtiste soliste au sein de l'orchestre de la radio norvégienne
- Roger Andreassen, organiste
- Ingjerd Egeberg, actrice et directrice de théâtre
- Alf van der Hagen, rédacteur de Morgenbladet
- Truls Jevne Hagen, footballeur
- Vegar Bjerke, footballeur
- John Anders Lieu, footballeur
- Thomas Lehne Olsen, footballeur
- Helge Lien, pianiste
- Mauritz Kåshagen, athlète
- Carl Emil Kåshagen, athlète
- Jan Langøy, cavalier de saut d'obstacles
- Helge Brendryen, sauteur à ski
- Magnar Sortåsløkken, député (SV)
- Hans Aaseth, guitariste et arrangeur
- Espen Hagen Olsen, guitariste et chanteur

## Photos

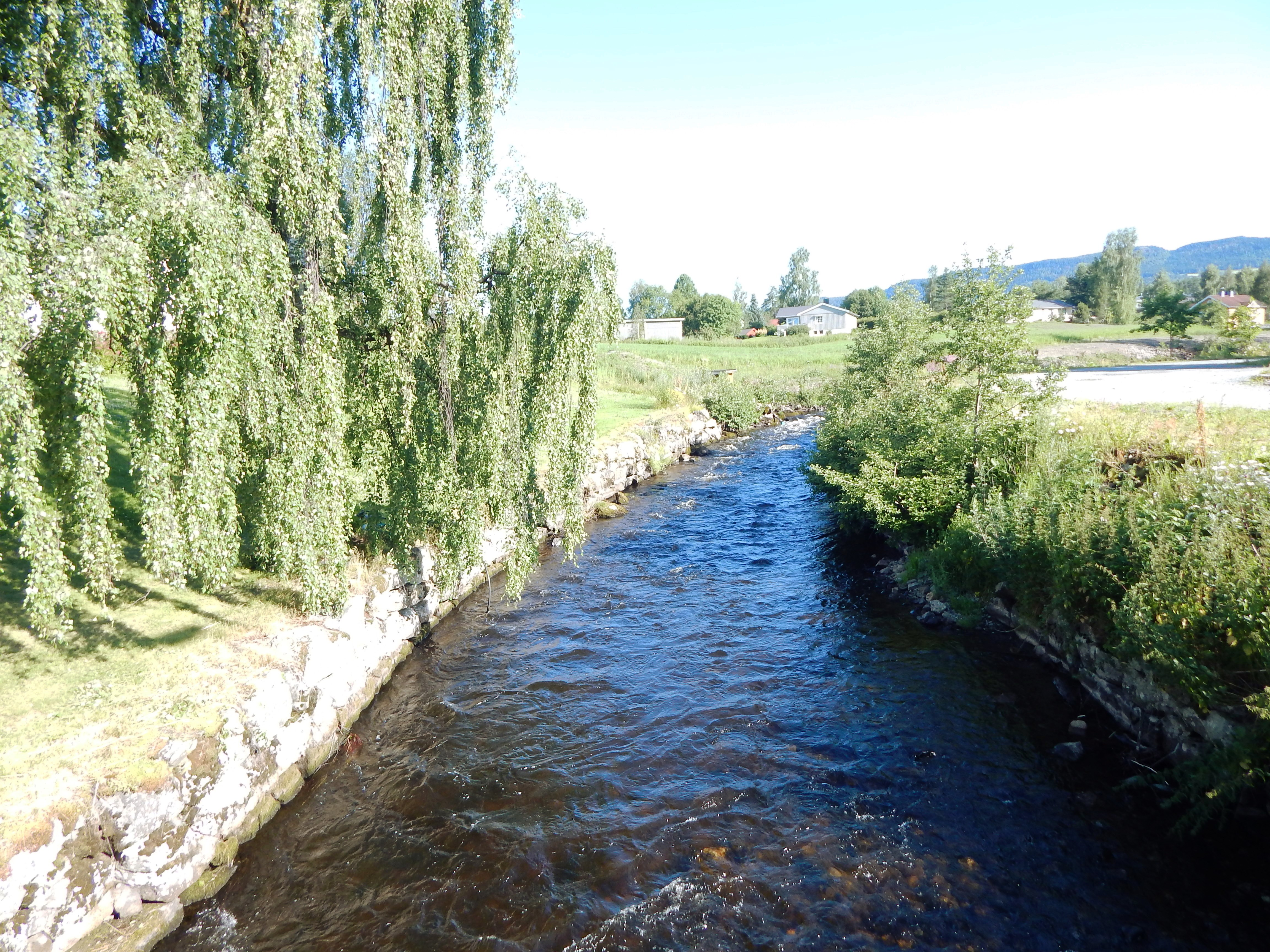
Rivière Moelva
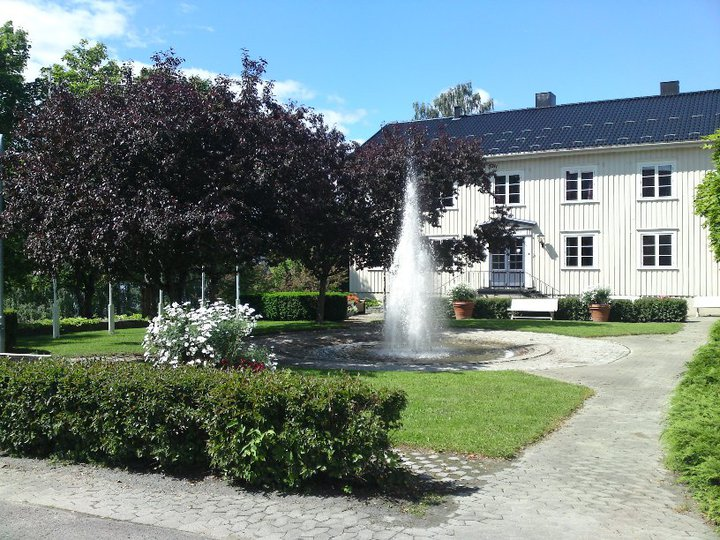
École technique Vea
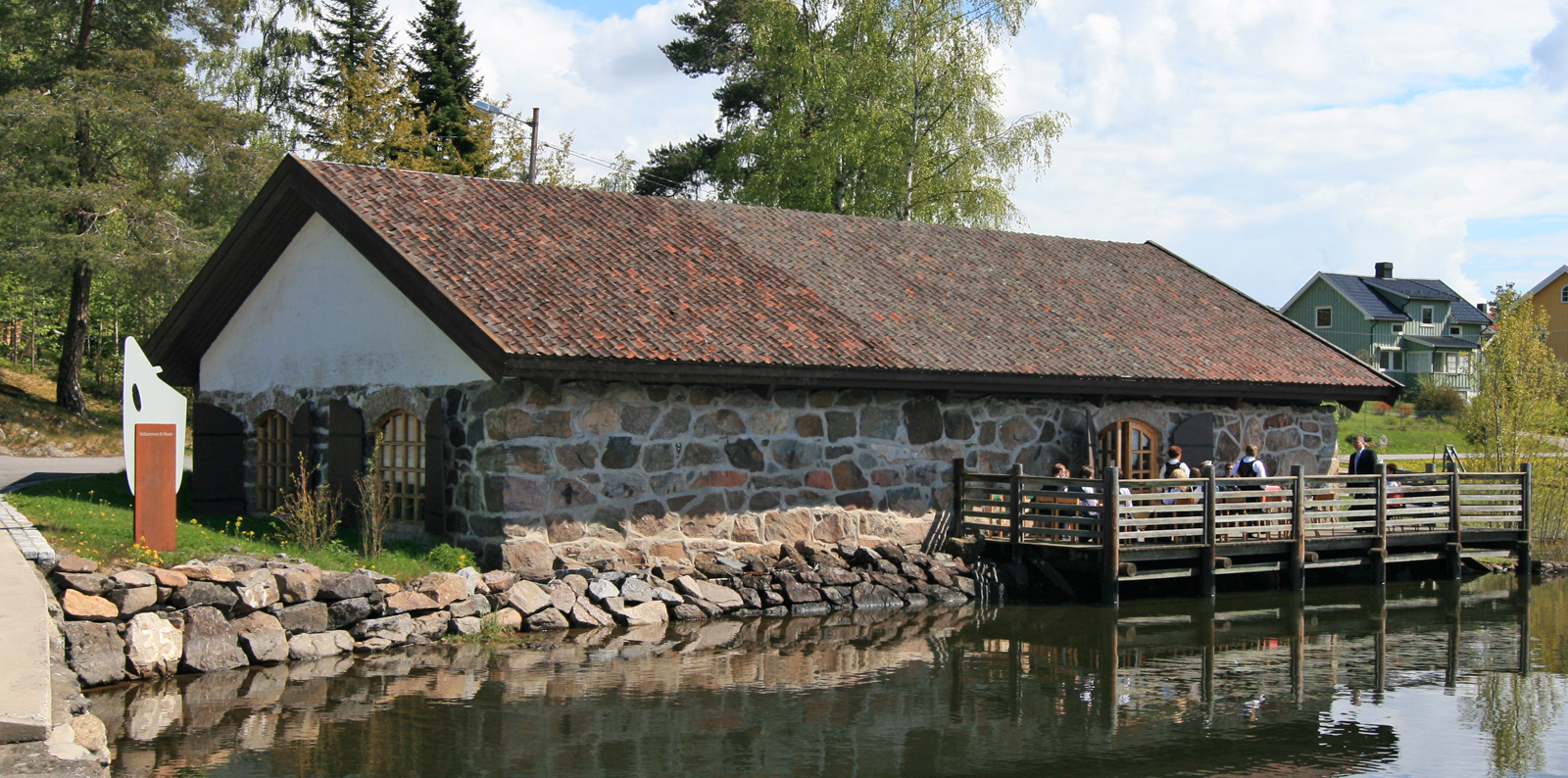
Le Spritbua sur le quai du Skibladner
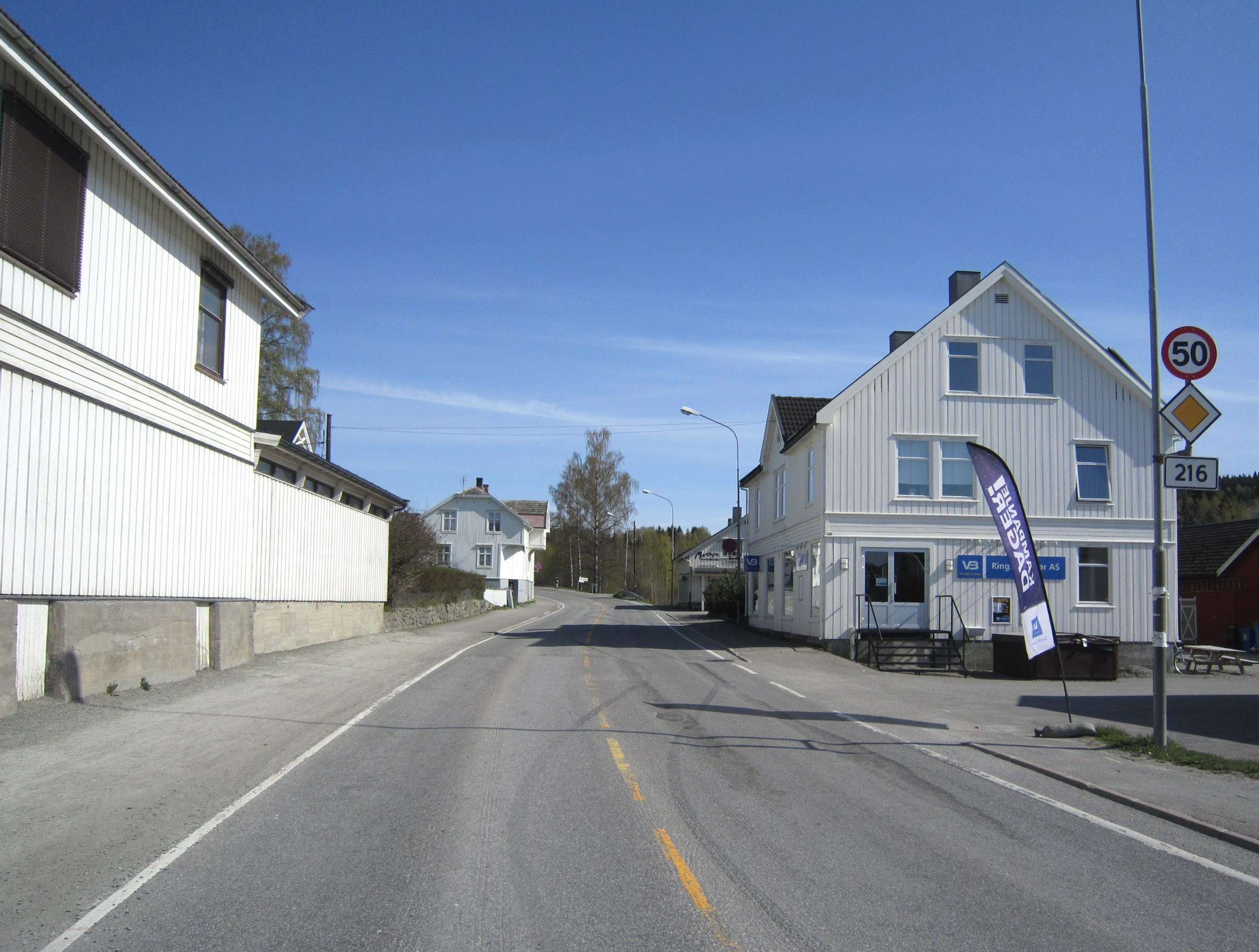
rue Åsmarkvegen
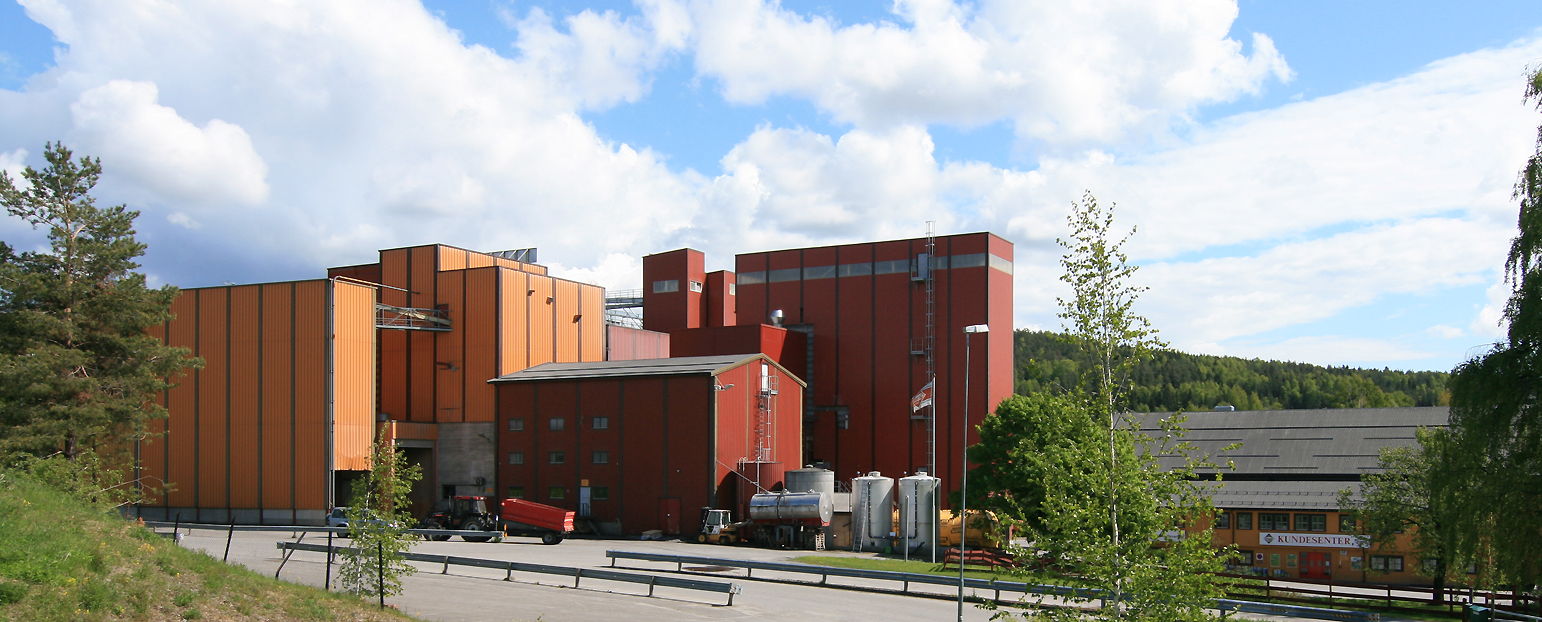
Silos de Strand Brænderi
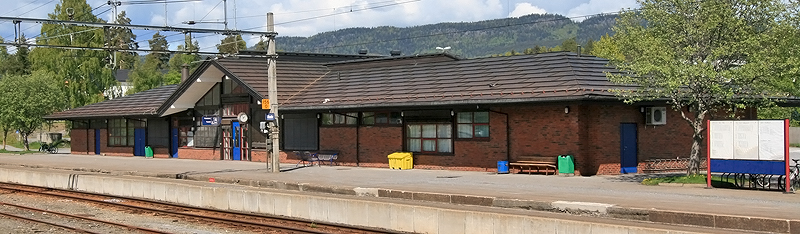
Gare de Moelv